# 钓鱼城遗址
钓鱼城遗址位于重庆市合川区城区东面5公里的嘉陵江南岸钓鱼山上，是南宋四川置制司抗蒙山城之一。1259年2月，南宋军队于此抗击蒙古军，击杀蒙古大汗蒙哥，史称钓鱼城之战。合川钓鱼城被称为“迄今中国保存最为完好”的古战场遗址。1996年11月20日公佈為第四批全國重點文物保護單位。1982年，和邻近的北碚缙云山一起，被中華人民共和國国务院列为“缙云山—北温泉—钓鱼城”国家重点风景名胜区。

## 地理位置
钓鱼山处于合川城区以东嘉陵江与渠江合流迂回而成的半岛之上，钓鱼山面积约2.5平方公里。山项靠南面上有一块巨石俯瞰嘉陵江，地质上属丹霞地貌。当地传说有一巨神在此钓嘉陵江中之鱼，解救因天灾而遭受饥馑的合州百姓，因此被称作钓鱼山。钓鱼山位置依山又临江，易守难攻。钓鱼城分内、外城，外城筑在悬崖峭壁之上，城墙系条石垒成。城内有大片田地和四季不绝的丰富水源，周围山麓也有许多可耕田地。钓鱼城有八座城门，分别是护国门、青华门、正西门、东新门、出奇门、奇胜门、小东门，城中有一口泉水，叫始关泉，春夏秋冬，足备不干；城中之民，春则出屯田野，以耕以耘；秋则收粮运薪，以战以守。厥后秦、巩、利、沔之民，皆避兵至此，人物愈繁，兵精食足。